# Yeasayer
Yeasayer foi uma banda de rock experimental do Brooklyn, Nova Iorque, formada por Chris Keating, Ira Wolf Tuton e Anand Wilder. Primeiro chamou a atenção após aparecer no festival SXSW no início de 2007.
O primeiro CD-single lançado incluiu as músicas "Sunrise" e "2080 " e, foi seguido pelo lançamento do álbum de estreia, All Hour Cymbals, em 2007. Suas performances ao vivo costumavam incluir um visual psicodélico.
Em 2008, o Yeasayer excursionou com MGMT e Man Man e, como banda de apoio de Beck. No mesmo ano, um concerto de um público à capela, "Take Away Show", foi realizada no metrô de Paris. A banda também tocou no Lollapalooza, no Austin City Limits Festival, e nos festivais de Reading e Leeds. Apoiado pelos selos Secretly Canadian e Mute Records, o Yeasayer lançou seu segundo álbum, Odd Blood, em fevereiro de 2010, com um influência musical mais pop do que seus trabalhos anteriores.

## Discografia

### Álbumes
- All Hour Cymbals (2007)
- Odd Blood (2010) #63 US, #64 UK Albums Chart, #66 AUS
- Fragrant World (2012)
- Amen & Goodbye (2016)
- Erotic Reruns (2019)

### Singles
- "Sunrise / 2080" (2007)
- "Wait for the Summer" (2007)
- "Ambling Alp" (2009)
- "O.N.E." (2010)

### Compilations
- Dark Was the Night (2009) – "Tightrope"